# ビクトリア (ブリティッシュコロンビア州)
ビクトリア（英: City of Victoria）は、カナダ・ブリティッシュコロンビア州の州都。同州南西部バンクーバー島の南端部にある。ブリティッシュコロンビア州内で一番南に位置しており気候は温暖。春から夏にかけて色鮮やかな花々に囲まれた英国風な街並みからは、本土とは違った風情を堪能することができる。バンクーバーとはジョージア海峡を横断するフェリーや水上機で連絡している。
市域が比較的小さいため市の人口は9万1867人（2021年）だが、都市圏人口は約40万人で、州内第二の規模の都市である。主要産業は観光、政府、経済など。

## 歴史
1700年代後半にヨーロッパ人が入植するまでは、ビクトリア地域周辺はコースト・セイリシュ族を含む先住民族の居住地域であった。1774年にフアン・ペレス、1778年にジェームズ・クックをはじめとしてスペインとイギリスが探検隊を派遣。ジェームズ・ダグラスがバンクーバー島南端に毛皮貿易の交易所を設置するよう任命されていた。イギリスはコロンビア川北岸のバンクーバー砦に1824年に建設した毛皮貿易の交易所がアメリカ合衆国の手に落ちるかもしれない（オレゴン境界紛争）ことを想定し、さらに北のバンクーバー島南端に交易所と砦の設置を計画し、1846年のオレゴン条約署名を予測し1843年にハドソン湾会社の毛皮貿易拠点としてカモザン砦(Fort Camosun)という砦を築き、女王の名からビクトリア砦(Fort Victoria)と改称した。1849年にバンクーバー島植民地が設立され、ビクトリアはその首都となる。

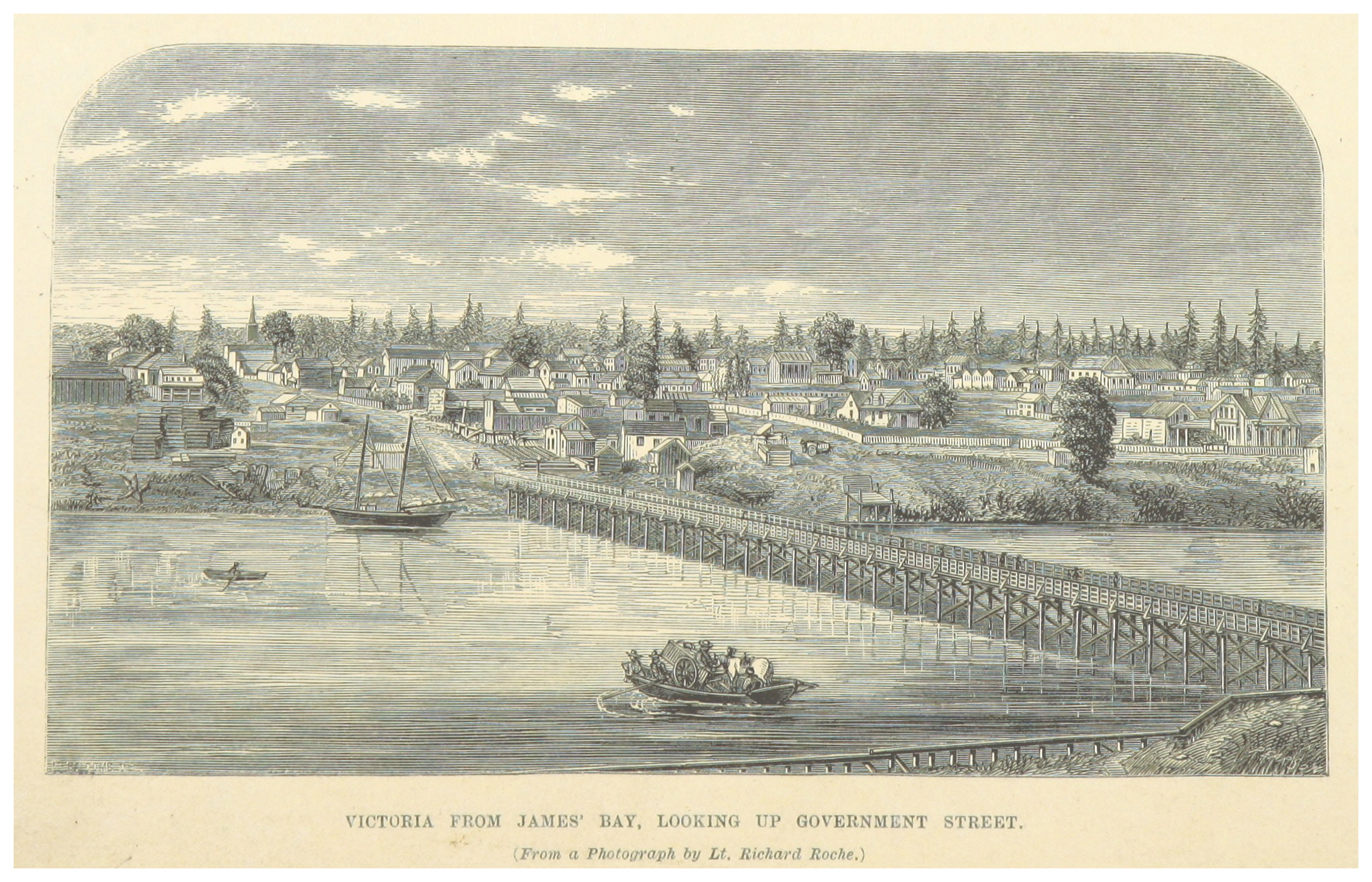
1862年、ジェームス湾から見たビクトリア

この頃、ブリティッシュ・コロンビア本土（フレイザー川など）に金鉱が発見されると、一攫千金目当てに多くのアメリカ人が押し寄せ、ビクトリアを経由していった。
1866年に本土のブリティッシュ・コロンビア植民地と統合されても、ヴィクトリアは首都の地位を保った。1871年、ブリティッシュ・コロンビア植民地がカナダ自治領に加入してからは、ブリティッシュ・コロンビア州の州都。
長くイギリスの統治下にあったビクトリアは、現在もアフタヌーンティーやガーデニングなど英国の風習が色濃く残っている。
1933年（昭和8年）にカナダのバンフで開かれた太平洋問題調査会会議に、日本代表団団長として出席していた新渡戸稲造はこの地で倒れ、10月15日に71歳で永眠している。

## 交通

### 空港
- ビクトリア国際空港（Victoria International Airport, IATA空港コード： YYJ）
- ヴィクトリア・ハーバー空港（英語版）（Victoria Harbour Airport, IATA空港コード： YWH）
水上機専用の空港で、バンクーバー・ハーバー水上空港やバンクーバー国際空港との間に頻繁な定期便が存在するほか、ブリティッシュコロンビア州の島嶼部各地に定期便やチャーター便が運航している。

### 公共交通機関
- ヴィクトリア・リージョナル・トランジット(Victoria　Regional　Transit　System)

### フェリー
- ヴィクトリアのダウンタウンから車で一時間、サーニッチ半島最北部にあるシュワルツベイ（Swartz Bay）からBCフェリーの航路がある。メトロバンクーバーのデルタにあるトサワッセン（Tsawassen）フェリーターミナルや、ジョージア海峡に浮かぶサザングルフ諸島（Southern Gulf Islands）の各島とを結ぶ。
- ダウンタウンに程近いインナーハーバーからは、アメリカ・ワシントン州のシアトル、ポートエンジェルス、ベリンハム、サンフアン諸島を結ぶ航路がある。

## 地理
ヴィクトリアは北緯49度線より南にあり、カナダ西部ではもっとも南に位置する都市部である。太平洋とジョージア海峡を結ぶファンデフカ海峡に面する。米加国境が通るファンデフカ海峡を挟んで米国ワシントン州のオリンピック半島と向かい合う。

### 気候
気候は地中海性気候(Csb)となり、カナダで最も温暖である。過去最高気温は2007年7月11日の36.3℃、過去最低気温は1950年1月28日の-15.6℃である。

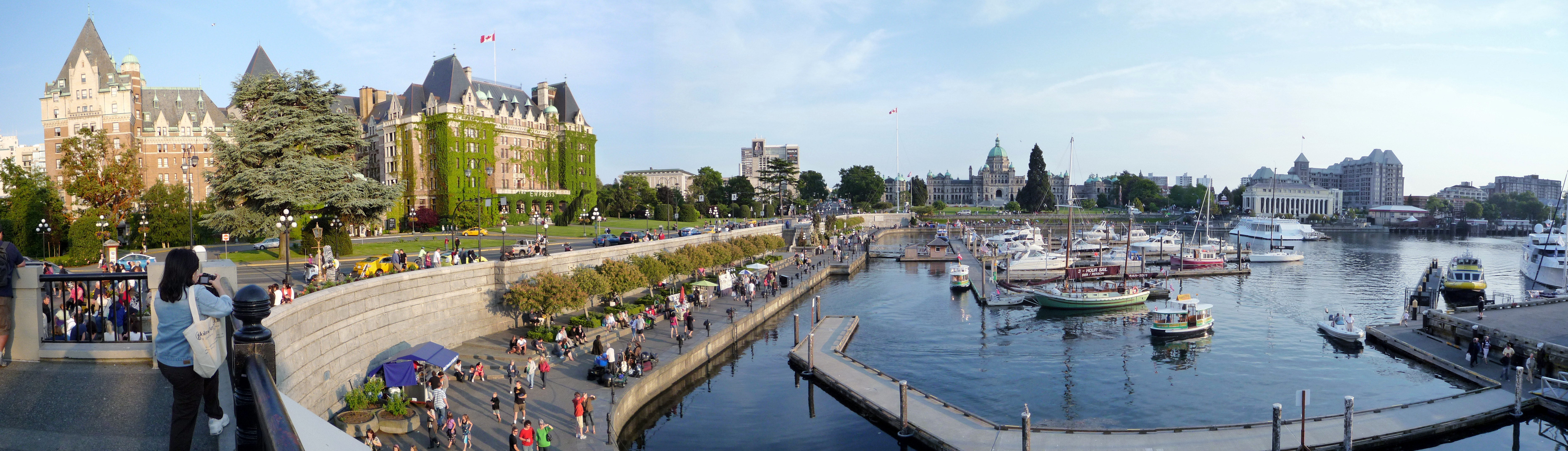
ヴィクトリアの港

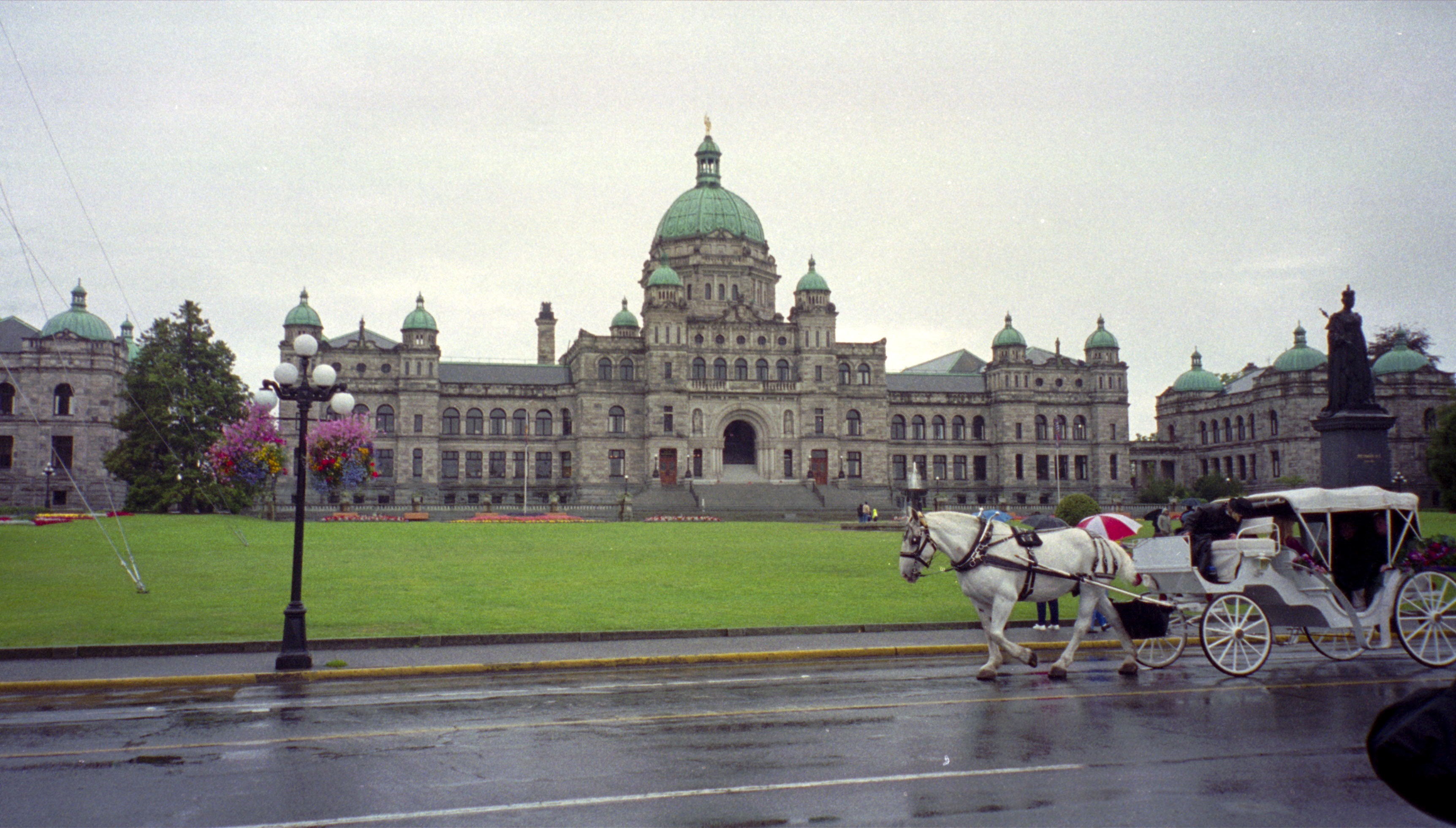
BC州議事堂

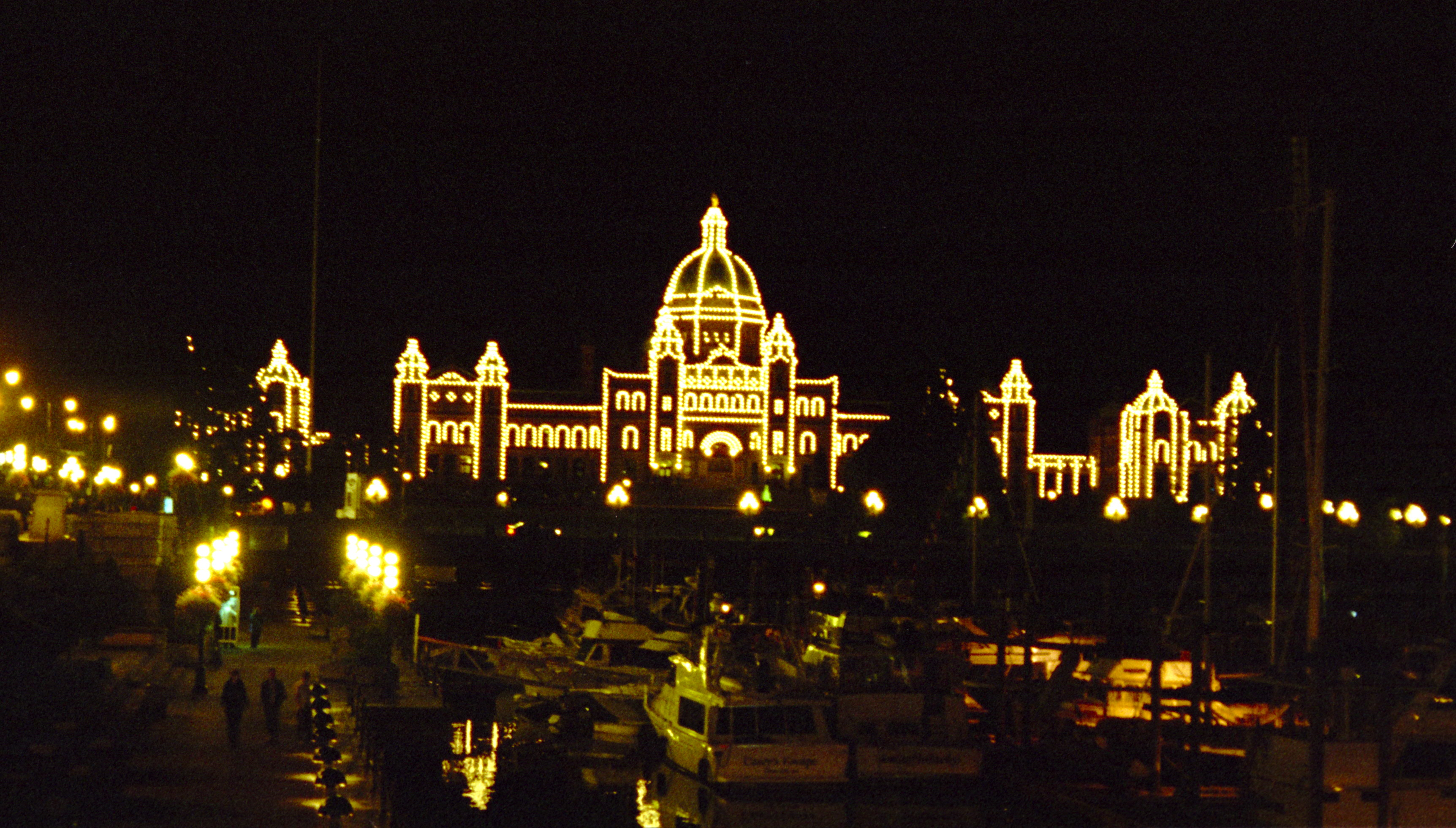
BC州議事堂

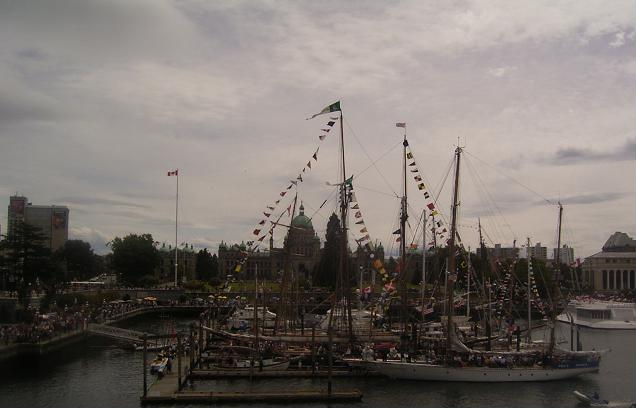
インナーハーバー

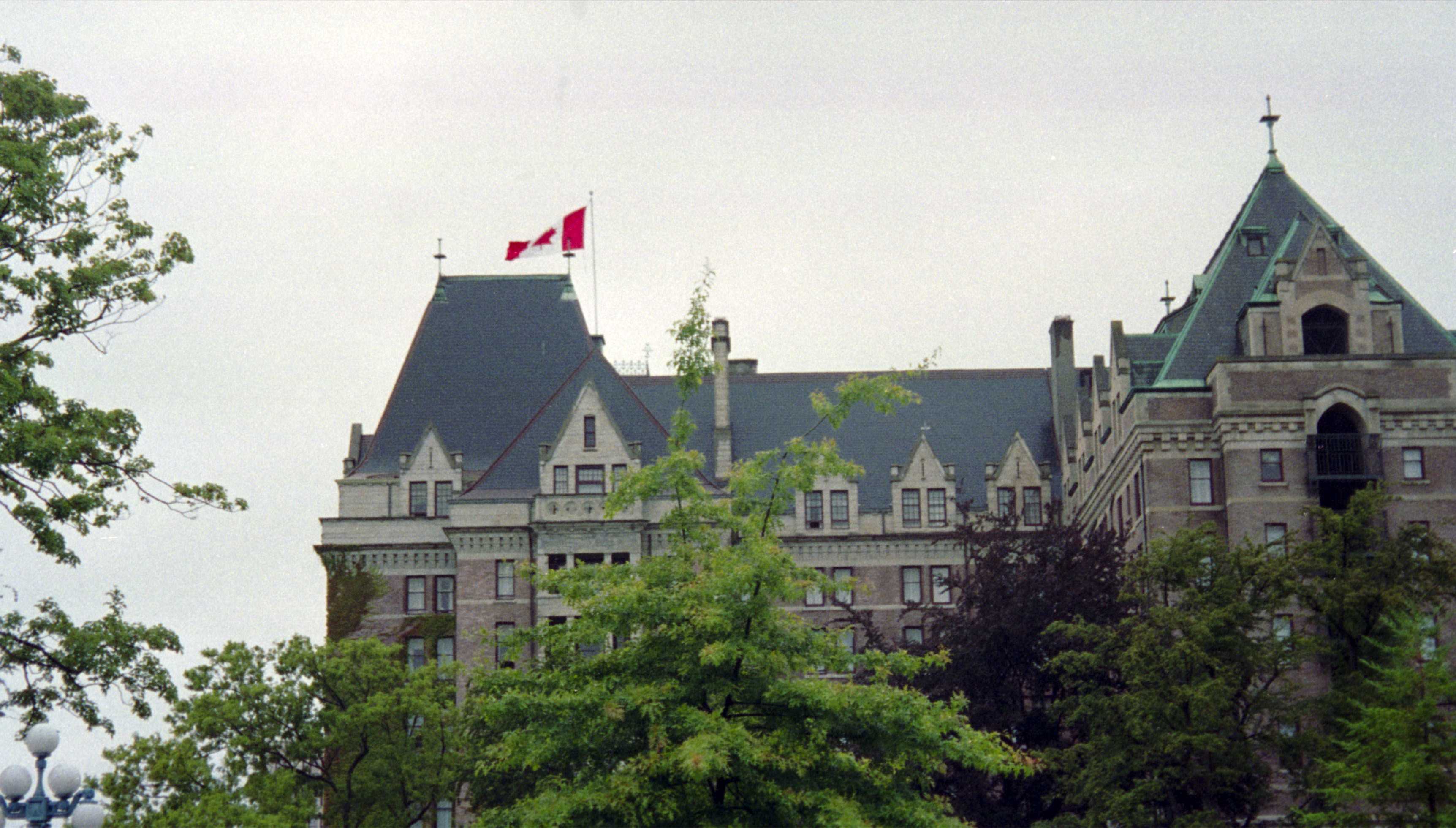
エンプレスホテル

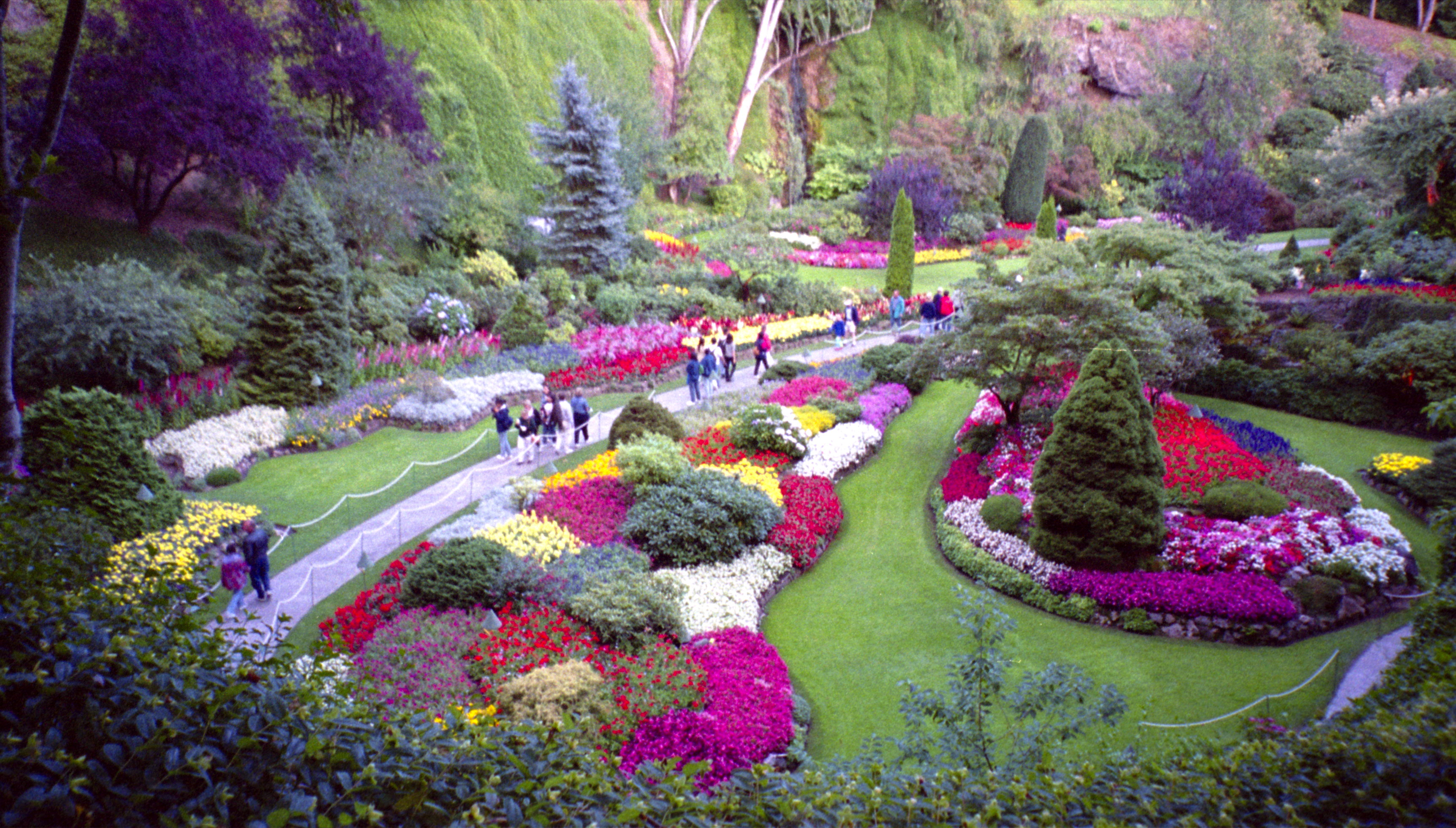
ブッチャート・ガーデン

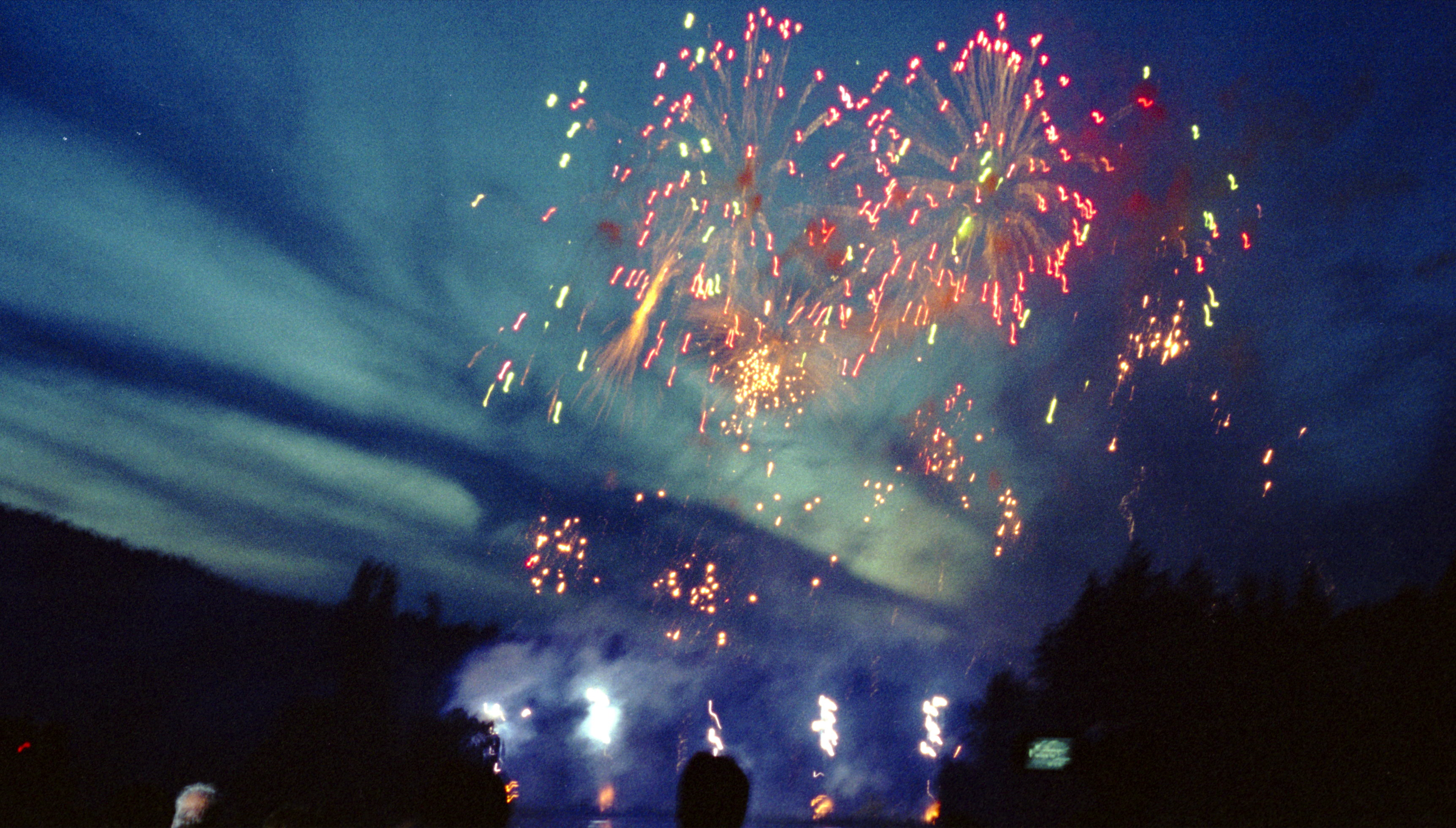
ブッチャート・ガーデン（花火大会）

| ヴィクトリア（ヴィクトリア国際空港） (1981–2010年平均)の気候 | ヴィクトリア（ヴィクトリア国際空港） (1981–2010年平均)の気候 | ヴィクトリア（ヴィクトリア国際空港） (1981–2010年平均)の気候 | ヴィクトリア（ヴィクトリア国際空港） (1981–2010年平均)の気候 | ヴィクトリア（ヴィクトリア国際空港） (1981–2010年平均)の気候 | ヴィクトリア（ヴィクトリア国際空港） (1981–2010年平均)の気候 | ヴィクトリア（ヴィクトリア国際空港） (1981–2010年平均)の気候 | ヴィクトリア（ヴィクトリア国際空港） (1981–2010年平均)の気候 | ヴィクトリア（ヴィクトリア国際空港） (1981–2010年平均)の気候 | ヴィクトリア（ヴィクトリア国際空港） (1981–2010年平均)の気候 | ヴィクトリア（ヴィクトリア国際空港） (1981–2010年平均)の気候 | ヴィクトリア（ヴィクトリア国際空港） (1981–2010年平均)の気候 | ヴィクトリア（ヴィクトリア国際空港） (1981–2010年平均)の気候 | ヴィクトリア（ヴィクトリア国際空港） (1981–2010年平均)の気候 |
| 月                                                           | 1月                                                          | 2月                                                          | 3月                                                          | 4月                                                          | 5月                                                          | 6月                                                          | 7月                                                          | 8月                                                          | 9月                                                          | 10月                                                         | 11月                                                         | 12月                                                         | 年                                                           |
| ------------------------------------------------------------ | ------------------------------------------------------------ | ------------------------------------------------------------ | ------------------------------------------------------------ | ------------------------------------------------------------ | ------------------------------------------------------------ | ------------------------------------------------------------ | ------------------------------------------------------------ | ------------------------------------------------------------ | ------------------------------------------------------------ | ------------------------------------------------------------ | ------------------------------------------------------------ | ------------------------------------------------------------ | ------------------------------------------------------------ |
| 最高気温記録 °C （°F）                                       | 16.1 (61)                                                    | 18.3 (64.9)                                                  | 21.4 (70.5)                                                  | 26.3 (79.3)                                                  | 31.5 (88.7)                                                  | 33.5 (92.3)                                                  | 36.3 (97.3)                                                  | 34.4 (93.9)                                                  | 31.1 (88)                                                    | 27.6 (81.7)                                                  | 18.3 (64.9)                                                  | 16.1 (61)                                                    | 36.3 (97.3)                                                  |
| 平均最高気温 °C （°F）                                       | 7.6 (45.7)                                                   | 8.8 (47.8)                                                   | 10.8 (51.4)                                                  | 13.6 (56.5)                                                  | 16.9 (62.4)                                                  | 19.9 (67.8)                                                  | 22.4 (72.3)                                                  | 22.4 (72.3)                                                  | 19.6 (67.3)                                                  | 14.2 (57.6)                                                  | 9.7 (49.5)                                                   | 7.0 (44.6)                                                   | 14.4 (57.9)                                                  |
| 日平均気温 °C （°F）                                         | 4.6 (40.3)                                                   | 5.1 (41.2)                                                   | 6.8 (44.2)                                                   | 9.0 (48.2)                                                   | 12.1 (53.8)                                                  | 14.9 (58.8)                                                  | 16.9 (62.4)                                                  | 16.8 (62.2)                                                  | 14.2 (57.6)                                                  | 10.0 (50)                                                    | 6.4 (43.5)                                                   | 4.0 (39.2)                                                   | 10.0 (50)                                                    |
| 平均最低気温 °C （°F）                                       | 1.5 (34.7)                                                   | 1.3 (34.3)                                                   | 2.6 (36.7)                                                   | 4.3 (39.7)                                                   | 7.2 (45)                                                     | 9.8 (49.6)                                                   | 11.3 (52.3)                                                  | 11.1 (52)                                                    | 8.6 (47.5)                                                   | 5.7 (42.3)                                                   | 3.0 (37.4)                                                   | 1.1 (34)                                                     | 5.6 (42.1)                                                   |
| 最低気温記録 °C （°F）                                       | −15.6 (3.9)                                                  | −15.0 (5)                                                    | −10.0 (14)                                                   | −3.9 (25)                                                    | −1.1 (30)                                                    | 2.1 (35.8)                                                   | 4.1 (39.4)                                                   | 4.4 (39.9)                                                   | −1.1 (30)                                                    | −4.4 (24.1)                                                  | −13.3 (8.1)                                                  | −14.4 (6.1)                                                  | −15.6 (3.9)                                                  |
| 降水量 mm （inch）                                           | 143.2 (5.638)                                                | 89.3 (3.516)                                                 | 78.4 (3.087)                                                 | 47.9 (1.886)                                                 | 37.5 (1.476)                                                 | 30.6 (1.205)                                                 | 17.9 (0.705)                                                 | 23.8 (0.937)                                                 | 31.1 (1.224)                                                 | 88.1 (3.469)                                                 | 152.6 (6.008)                                                | 142.5 (5.61)                                                 | 882.9 (34.76)                                                |
| 降雪量 cm （inch）                                           | 10.9 (4.29)                                                  | 6.3 (2.48)                                                   | 3.4 (1.34)                                                   | 0.4 (0.16)                                                   | 0.0 (0)                                                      | 0.0 (0)                                                      | 0.0 (0)                                                      | 0.0 (0)                                                      | 0.0 (0)                                                      | 0.2 (0.08)                                                   | 4.7 (1.85)                                                   | 13.7 (5.39)                                                  | 39.7 (15.63)                                                 |
| 平均降雨日数 （≥0.2 mm）                                     | 17.8                                                         | 14.3                                                         | 16.5                                                         | 13.3                                                         | 12.0                                                         | 9.5                                                          | 5.3                                                          | 5.2                                                          | 7.6                                                          | 14.0                                                         | 18.7                                                         | 17.6                                                         | 151.9                                                        |
| 平均降雪日数 （≥0.2 cm）                                     | 2.0                                                          | 1.7                                                          | 0.93                                                         | 0.13                                                         | 0.0                                                          | 0.0                                                          | 0.0                                                          | 0.0                                                          | 0.0                                                          | 0.03                                                         | 1.0                                                          | 2.2                                                          | 8.0                                                          |
| % 湿度                                                       | 78.2                                                         | 70.1                                                         | 66.0                                                         | 60.3                                                         | 59.5                                                         | 57.5                                                         | 55.9                                                         | 56.7                                                         | 60.0                                                         | 69.3                                                         | 77.4                                                         | 79.4                                                         | 65.8                                                         |
| 平均月間日照時間                                             | 70.8                                                         | 95.5                                                         | 145.3                                                        | 191.3                                                        | 241.5                                                        | 251.7                                                        | 318.1                                                        | 297.5                                                        | 228.6                                                        | 136.9                                                        | 72.8                                                         | 58.9                                                         | 2,108.8                                                      |
| 出典：                                                       |                                                              |                                                              |                                                              |                                                              |                                                              |                                                              |                                                              |                                                              |                                                              |                                                              |                                                              |                                                              |                                                              |

## 教育

### 大学
- ヴィクトリア大学（University of Victoria, UVic）
- ロイヤルローズ大学（Royal Roads University）
- カナダウェスト大学（University Canada West）

### コミュニティカレッジ
- カモーソン・カレッジ（Camosun College）

## 観光
カナダの中でも温暖で美しい町並みというイメージがあり、バンクーバーからも近く小旅行の目的地となっている。主な観光地は下記の通り。
- ブリティッシュコロンビア州議事堂（British Columbia Parliament Buildings）

1898年完成の美しい建物。内部見学ツアーもある。

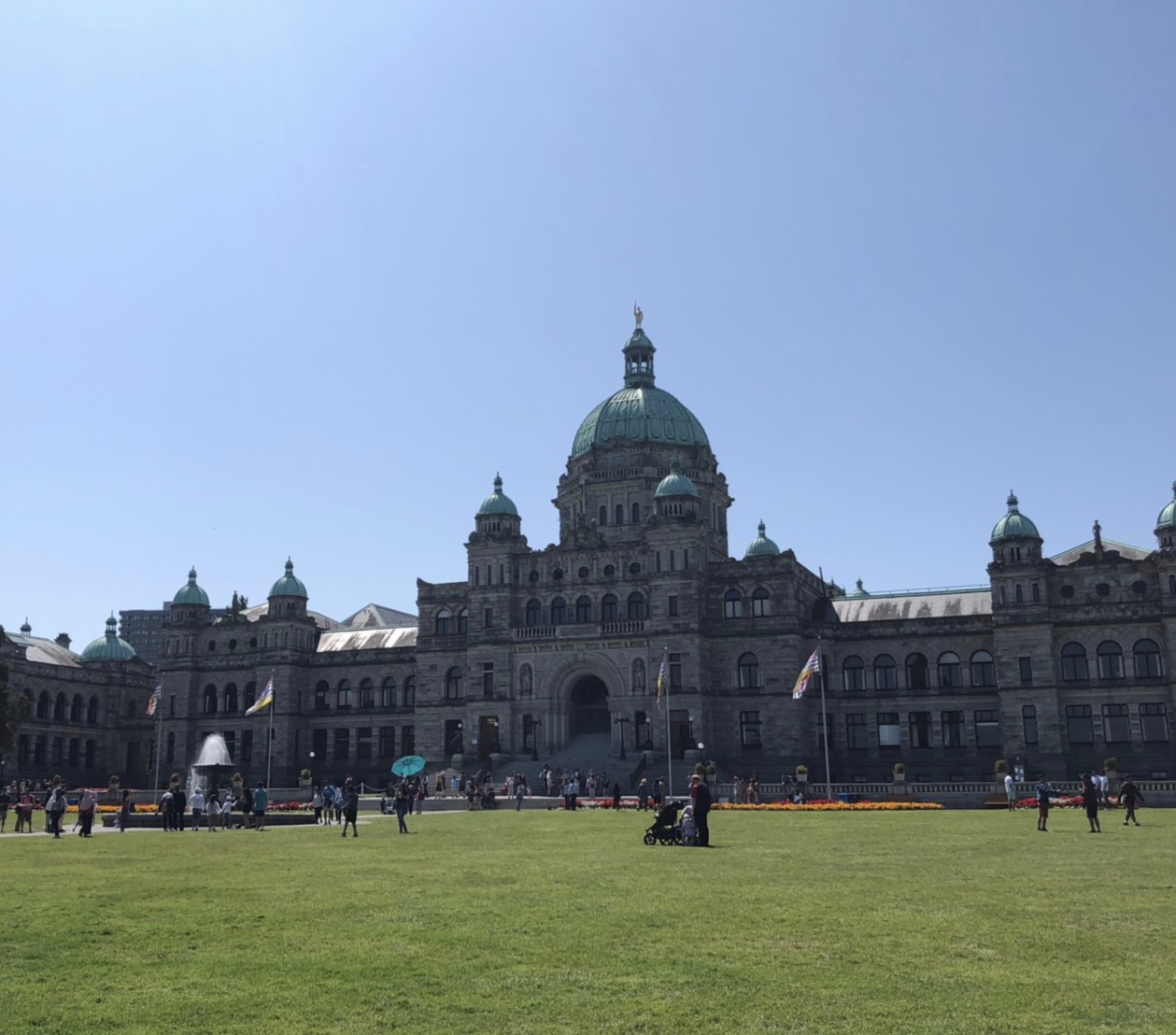
ブリティッシュコロンビア州議事堂

- エンプレスホテル（The Empress）

- ビーコン・ヒル・パーク
- バスチョン・スクエア

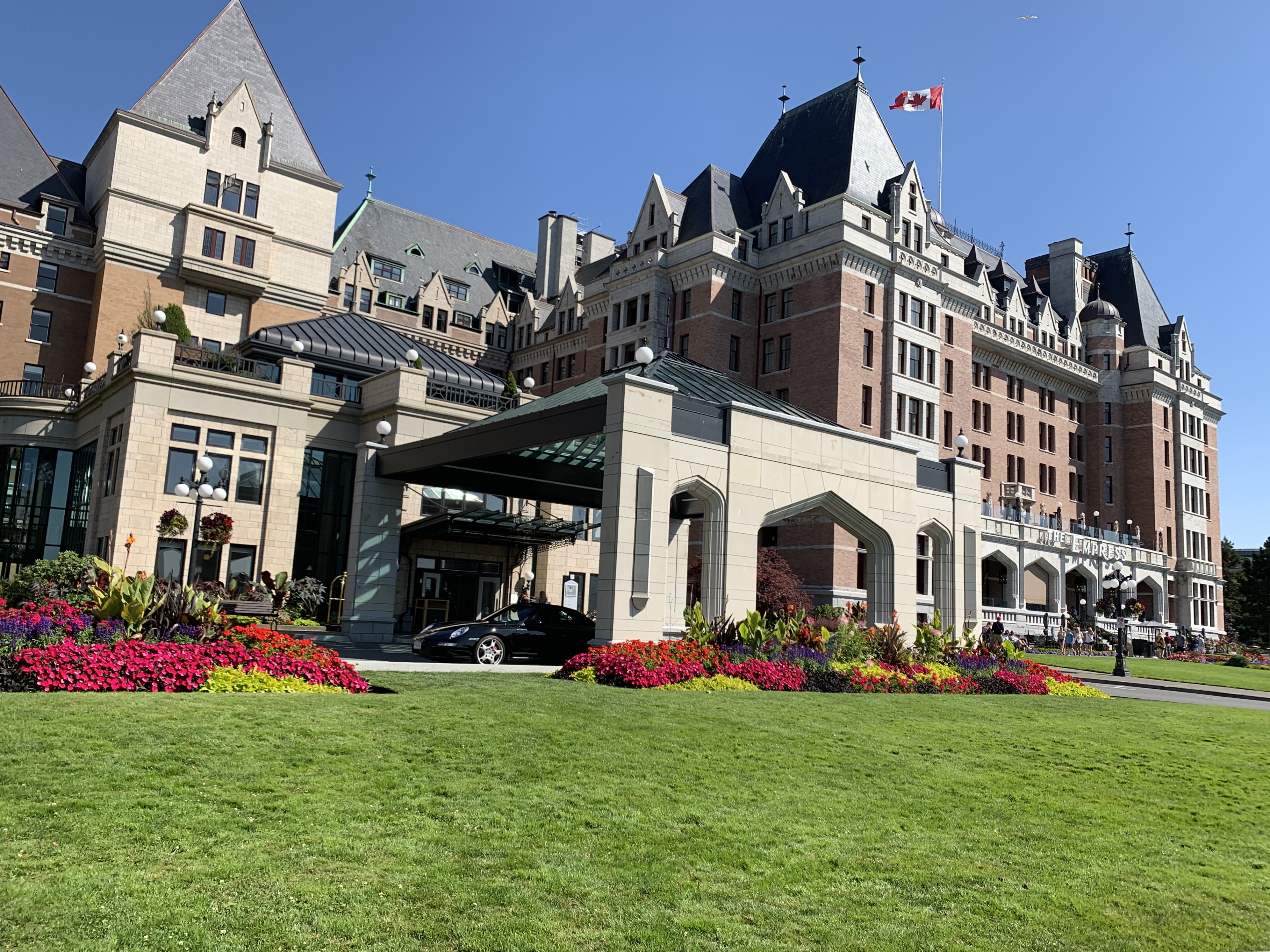
エンプレスホテル

- ブッチャート・ガーデン（The Butchart Gardens）
- エミリー・カーの生家
- ビクトリア・ミニチュア・ワールド（Victoria Miniature World）
- クレーダーロック城
- マイル・ゼロ

カナダ・トランス・ハイウェイ（国道0号線）の西側の起点。テリー・フォックスはこの最西端を目指して最東端から横断すべく走り出した。
- ビクトリア中華街

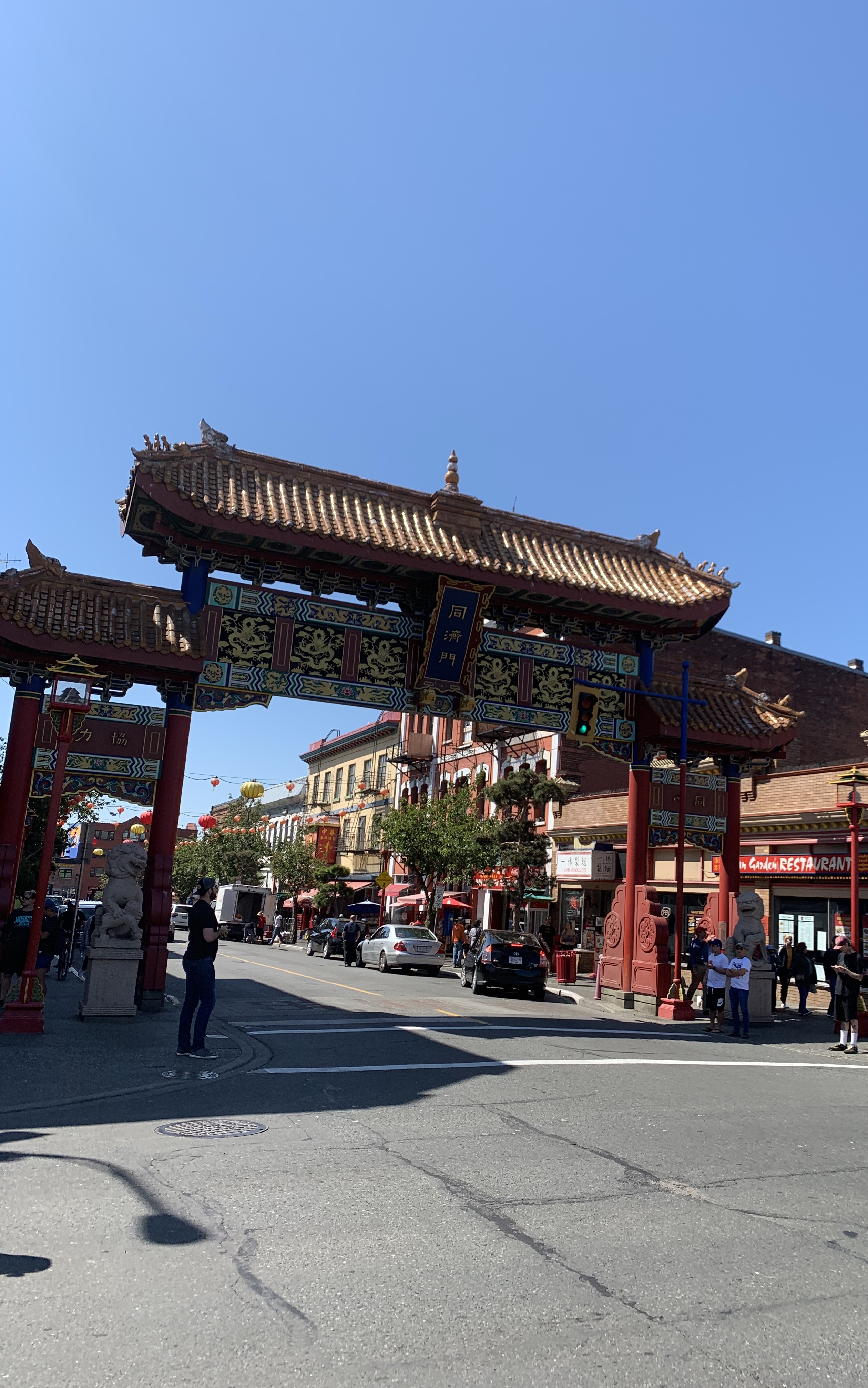
ビクトリア中華街

- ロイヤル・ブリティッシュ・コロンビア博物館

- ワックス博物館
- ビクトリア美術館

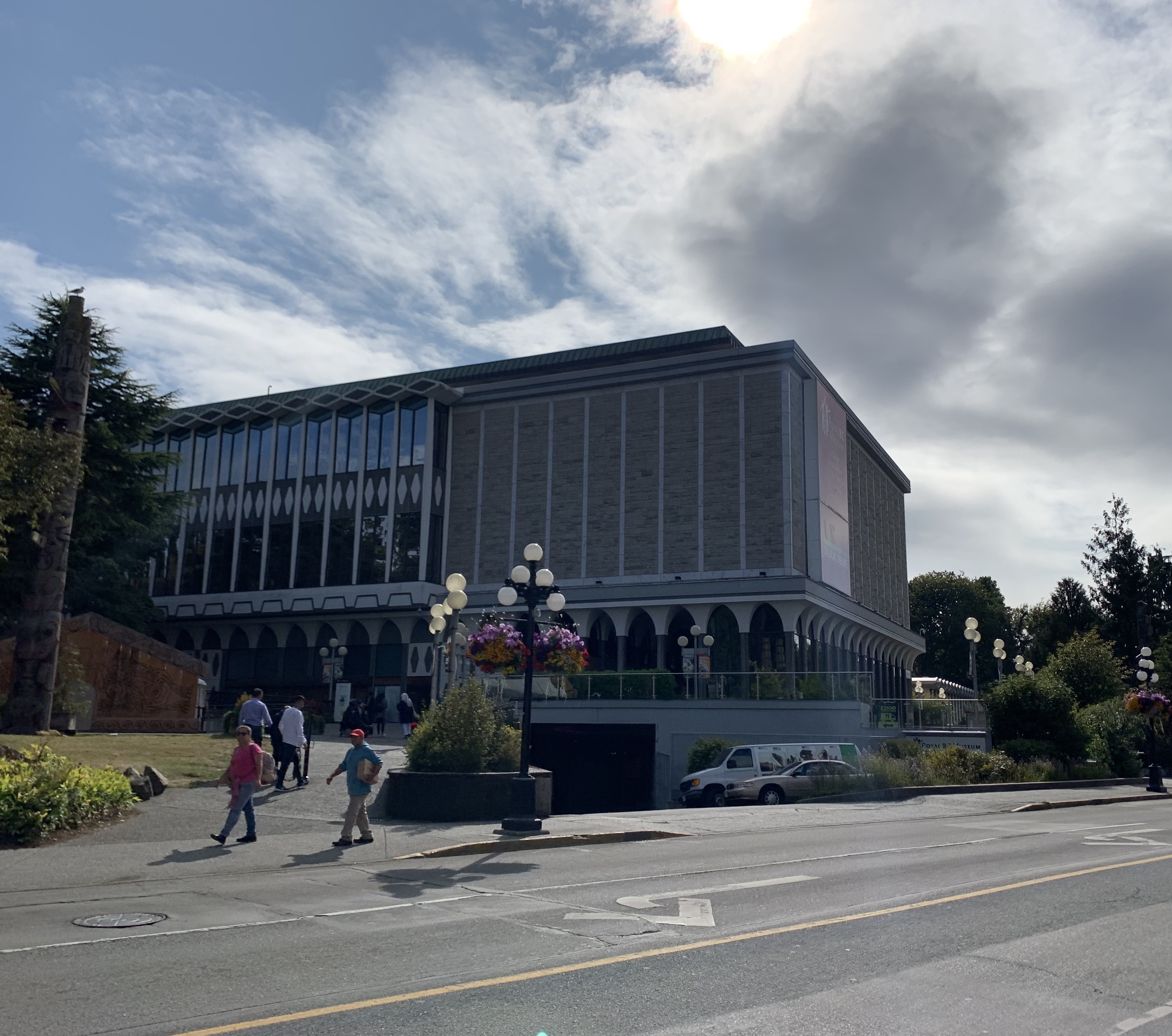
B.C.博物館

- ポイント・エリス・ハウス（Point Ellice House）

これら観光地のほかにも、馬車での市内散策（Victoria Carriage）や、ダウンタウンのハーバーから出発するホエール・ウォッチング（5〜9月）などが行われる。

## スポーツ

### 国際競技会
- コモンウェルスゲームズ(1994年)

### スポーツチーム
- ヴィクトリア・ユナイテッド （サッカー：太平洋岸サッカーリーグ）
- ヴィクトリア・サーモンキングス （ホッケー：ECHL）
- ヴィクトリア・シャムロックス （ラクロス;西部ラクロス協会）
- ヴィクトリア・グリズリーズ （ホッケー;BCホッケーリーグ）
- ヴィクトリア・バイクス （多種目・ビクトリア大学代表チーム）
- ヴィクトリア・シールズ （ゴールデンベースボールリーグ）

## 姉妹都市・提携都市
ヴィクトリアは下記の都市と姉妹都市締結をしている。
- ネーピア （ニュージーランド）：1973年姉妹都市提携
- 蘇州 （中国・江蘇省）：1980年姉妹都市提携
- 盛岡 （日本・岩手県）：1985年姉妹都市提携
- ハバロフスク （ロシア・ハバロフスク地方）：1990年姉妹都市提携